# 域 (数学)
在抽象代数中，體（德語：Körper）是一种具有加法跟乘法的集合（代数结构），且其加法跟乘法運算就如同普通的有理數還有實數。事實上，體正是数域以及四则运算的推廣，所以被廣泛運用在代數、數論等數學領域中。
體是环的一種。但區別在於域要求它的非零元素可以做除法，且體的乘法有交換律。
最有名的體結構的例子就是有理數體、實數體還有複數體。還有其他形式的體，例如有理函數體、代數函數體、代數數體、p進數體等，都很常在數學的領域中被使用或是研究，特別是數論或是代數幾何。此外還有一些密碼學上的安全協定都是依靠著有限體。
在兩個體中的關係被表示成體擴張的觀念。Galois理論，由Évariste Galois在1830年代提出，致力於理解體擴展的對稱性。其中Galois理論還有其他結果，解決了不能用尺規作圖做出三等份角以及化方為圓的問題。此外，還解決了五次方程不能有公式解的問題。

## 正式定义
給定集合 {\displaystyle K} ，它具有了以下兩種二元运算：
- {\displaystyle +:K\times K\to K} （其中 {\displaystyle +(a,\,b)} 慣例上簡記為 {\displaystyle a+b} ）
- {\displaystyle \times :K\times K\to K} （其中 {\displaystyle \times (a,\,b)} 慣例上簡記為 {\displaystyle a\times b} 或 {\displaystyle a\cdot b}  甚至是 {\displaystyle ab} ）

滿足：
1. {\displaystyle \left(K,\,+\right)} 為交换群，且其單位元為 {\displaystyle 0_{K}} 。
2. {\displaystyle \left(K-\{0_{K}\},\,\times \right)} 為交换群。
3. 分配律：對所有 {\displaystyle a,\,b,\,c\in K}，{\displaystyle a\times (b+c)=a\times b+a\times c} 且 {\displaystyle (b+c)\times a=b\times a+c\times a}。

那稱「 {\displaystyle \left(K,\,+,\,\times \right)} 為體」，當二元运算的符號不重要時，亦可將 {\displaystyle \left(K,\,+,\,\times \right)} 簡記為 {\displaystyle K} 。

### 慣用符號與稱呼
(1)體的代號：
有時會基於德语  ，以字母 {\displaystyle K} 代稱體，但也會基於英语  以 {\displaystyle F} 代稱。
(2)加法與乘法：
習慣上，{\displaystyle \times } 被稱為乘法， {\displaystyle \left(K-\{0_{K}\},\,\times \right)} 的單位元會記為 {\displaystyle 1_{K}}  ，並稱為 {\displaystyle \left(K,\,+,\,\times \right)} 的乘法單位元。
類似地， {\displaystyle +} 被稱為加法， {\displaystyle 0_{K}} 被稱為體的加法單位元。所以在省略括弧後，仍依照先乘後加的方式閱讀。
(3)減法與除法：
對於任意 {\displaystyle a,\,b\in K} ，會依據群的習慣，將 {\displaystyle a} 的加法逆元素記做 {\displaystyle -a} ，並將 {\displaystyle b+(-a)} 簡記為 {\displaystyle b-a} ，並可暱稱為減法。
類似地，若 {\displaystyle a\neq 0_{K}} ， {\displaystyle a} 的乘法逆元素記做 {\displaystyle {\frac {1}{a}}} ，並將 {\displaystyle b\times {\frac {1}{a}}} 簡記為 {\displaystyle {\frac {b}{a}}} ，並可暱稱為除法。

## 基本性質
定理 （1） — {\displaystyle \left(K,\,+,\,\times \right)} 為體，那對任意 {\displaystyle a\in K} 有
{\displaystyle 0_{k}\times a=a\times 0_{K}=0_{K}}
根據分配律和加法單位元的性質會有
{\displaystyle a\times 0_{k}=a\times (0_{K}+0_{k})=a\times 0_{K}+a\times 0_{K}}
{\displaystyle 0_{k}\times a=(0_{K}+0_{k})\times a=0_{k}\times a+0_{k}\times a}
這樣的話，根據加法結合律還有加法單位元的性質有
{\displaystyle {\begin{aligned}0_{K}&=-(a\times 0_{K})+a\times 0_{K}\\&=-(a\times 0_{K})+(a\times 0_{K}+a\times 0_{K})\\&=[-(a\times 0_{K})+a\times 0_{K}]+a\times 0_{K}\\&=0_{K}+a\times 0_{K}\\&=a\times 0_{K}\end{aligned}}}
{\displaystyle {\begin{aligned}0_{K}&=-(0_{k}\times a)+0_{k}\times a\\&=-(0_{k}\times a)+(0_{k}\times a+0_{k}\times a)\\&=[-(0_{k}\times a)+0_{k}\times a]+0_{k}\times a\\&=0_{K}+0_{k}\times a\\&=0_{k}\times a\end{aligned}}}
故得証。{\displaystyle \Box }
以上的定理也證明了，只要{\displaystyle \left(K,\,+\right)} 為交换群且有分配律，就足以決定 {\displaystyle 0_{K}} 相關乘法的值。所以正式定義中把 {\displaystyle 0_{K}} 排除在乘法的交換群之外是不會有問題的。也就是說
系理 （乘法交換律） — {\displaystyle \left(K,\,+,\,\times \right)} 為體，那對任意 {\displaystyle a,\,b\in K} 有
{\displaystyle a\times b=b\times a}
系理 （乘法結合律） — {\displaystyle \left(K,\,+,\,\times \right)} 為體，那對任意 {\displaystyle a,\,b,\,c\in K} 有
{\displaystyle a\times (b\times c)=(a\times b)\times c}
定理 （2） — {\displaystyle \left(K,\,+,\,\times \right)} 為體，那對任意 {\displaystyle a,\,b\in K} 有
{\displaystyle -(a\times b)=(-a)\times b=a\times (-b)}
根據乘法交換律跟分配律有
{\displaystyle {\begin{aligned}(a\times b)+[(-a)\times b]&=(b\times a)+[b\times (-a)]\\&=b\times (a-a)\\&=b\times 0_{K}\end{aligned}}}
這樣根據定理(1)和加法交換律就有
{\displaystyle (a\times b)+[(-a)\times b]=[(-a)\times b]+(a\times b)=0_{K}}
所以
{\displaystyle -(a\times b)=[(-a)\times b]}
再考慮到乘法的交換律有
{\displaystyle -(a\times b)=-(b\times a)=(-b)\times a=a\times (-b)}
故得証。{\displaystyle \Box }
定理 （3） — {\displaystyle \left(K,\,+,\,\times \right)} 為體，若 {\displaystyle a,\,b\in K} 且 {\displaystyle a\neq 0_{K}} 和 {\displaystyle b\neq 0_{K}} ，則
{\displaystyle {\frac {1}{a\times b}}={\frac {1}{a}}\times {\frac {1}{b}}}
根據乘法的結合律和交換律，還有乘法單位元的性質會有
{\displaystyle {\begin{aligned}\left({\frac {1}{a}}\times {\frac {1}{b}}\right)\times (a\times b)&=\left({\frac {1}{b}}\times {\frac {1}{a}}\right)\times (a\times b)\\&={\frac {1}{b}}\times \left[{\frac {1}{a}}\times (a\times b)\right]\\&={\frac {1}{b}}\times \left[\left({\frac {1}{a}}\times a\right)\times b\right]\\&={\frac {1}{b}}\times (1_{K}\times b)\\&={\frac {1}{b}}\times b\\&=1_{K}\\&=(a\times b)\times ({\frac {1}{a}}\times {\frac {1}{b}})\end{aligned}}}
故得証。{\displaystyle \Box }
定理 （4） — {\displaystyle \left(K,\,+,\,\times \right)} 為體，那對任意 {\displaystyle a,\,b\in K} ，若 {\displaystyle a\times b=0_{K}} ， 則 {\displaystyle a=0_{K}} 或 {\displaystyle b=0_{K}}。
如果 {\displaystyle K-\{0_{K}\}=\varnothing } ，那對任意 {\displaystyle a\in K} 都有 {\displaystyle a=0_{K}} ，所以以下只考慮 {\displaystyle K-\{0_{K}\}\neq \varnothing } 狀況。
假設存在 {\displaystyle a,\,b\in K} 滿足 {\displaystyle a\neq 0_{K}} 和 {\displaystyle b\neq 0_{K}} ，但同時 {\displaystyle a\times b=0_{K}}  ，這樣根據定理(1)和(3)有
{\displaystyle {\begin{aligned}1_{K}&=({\frac {1}{a}}\times {\frac {1}{b}})\times (a\times b)\\&=({\frac {1}{a}}\times {\frac {1}{b}})\times 0_{K}\\&=0_{K}\end{aligned}}}
這顯然是矛盾的，所以根據反證法和德摩根定理，對所有的 {\displaystyle a,\,b\in K} ，只能「 {\displaystyle a,\,b} 其中一者為 {\displaystyle 0_{K}} 」或「  {\displaystyle a\times b\neq 0_{K}} 」，也就等價於：
「對所有 {\displaystyle a,\,b\in K} ，若 {\displaystyle a\times b=0_{K}} 則 {\displaystyle a,\,b} 其中一者為 {\displaystyle 0_{K}} 。」
故得証。{\displaystyle \Box }
- 域F中的所有非零元素的集合（一般记作F×）是一个關於乘法的阿贝尔群。F×的每个有限子群都是循环群。
- 若存在正整数n使得0 = 1 + 1 + ... + 1（n个1），那么这样的n中最小的一个称为这个域的特征，特征要么是一个素数p，要么是0（表示这样的n不存在）。此时{\displaystyle F}中最小的子域分别是{\displaystyle \mathbb {Q} }或有限域{\displaystyle \mathbb {F} _{p}}，称之为{\displaystyle F}的素域。
- 一个交换环是域当且仅当它的理想只有自身和零理想。
- 在选择公理成立的假设下，对每个域F都存在着唯一的一个域G（在同构意义上），G包含F，G是F的代数扩张，并且G代数封闭。G称作由F确定的代数闭包。在很多情况下上述的同构并不是唯一的，因此又说G是F的一个代数闭包。

## 例子
- 許多常见的数域都是域。比如说，全体複數的集合{\displaystyle \mathbb {C} }與其加法和乘法构成一个域。全体有理数的集合{\displaystyle \mathbb {Q} } 與其加法和乘法也是一个域，它是{\displaystyle \mathbb {C} }的子域，并且不包含更小的子域了。
- 代数数域：代数数域是有理数域{\displaystyle \mathbb {Q} }的有限扩域，也就是说代数数域是{\displaystyle \mathbb {Q} }上的有限维向量空间。代数数域都同构于{\displaystyle \mathbb {C} }的子域，并且这个同构保持{\displaystyle \mathbb {Q} }不变，即这个同构把每个有理数都映射到它自身。代数数域是代数数论研究的对象。
- 代数数构成的域：所有的代数数的集合对于加法和乘法构成一个域，记作{\displaystyle {\overline {\mathbb {Q} }}}。{\displaystyle {\overline {\mathbb {Q} }}}是有理数域{\displaystyle \mathbb {Q} }的代数闭包（见下）。{\displaystyle {\overline {\mathbb {Q} }}}是特征为零的代数封闭的域的一个例子。
- 全体实数的集合{\displaystyle \mathbb {R} }对于加法和乘法构成一个域。实数域是复数域{\displaystyle \mathbb {C} }的子域，也是一个有序域。后者使得实数域上能够建立起微积分理论。
- 所有的实代数数的集合也构成一个域，它是{\displaystyle \mathbb {R} }的一个子域
- 任意一个有限域的元素个数是一个素数q的乘方，一般记作Fq，就是所谓的伽罗瓦域。任意一个元素个数是素数q的域都同构于Z/pZ = {0, 1, ..., p − 1}。令p = 2,就得到最小的域：F2。F2只含有两个元素0和1，运算法则如下：

| {\displaystyle \oplus } | 0 | 1 |
| ----------------------- | - | - |
| 0                       | 0 | 1 |
| 1                       | 1 | 0 |

| {\displaystyle \land } | 0 | 1 |
| ---------------------- | - | - |
| 0                      | 0 | 0 |
| 1                      | 0 | 1 |

- 设E和F是两个域，E是F的子域，则F是E的 扩域。设x是F中的一个元素，则存在着一个最小的同时包含E和x的F的子域，记作E (x)，E (x)称作E在F中关于  x的单扩张。比如说，复数域{\displaystyle \mathbb {C} }就是实数域{\displaystyle \mathbb {R} }在{\displaystyle \mathbb {C} }中关于虚数单位i的单扩张
- 每一个有乘法么元的环R都对应着一个包含它的域，称为它的分式域，记作K(R)。分式域的具体构造方法是定义类似于最简分数的等价类，再将环“嵌入”其中（详见分式域）。可以证明，K(R)是包含R的“最小”的域。
- 设F是一个域，定义F (X)是所有以F中元素为系数的分式的集合，则F (X)是F的一个扩域。F (X)是F上的一个无穷维的向量空间，这是域的超越扩张的一个例子。
- 设F是一个域，p(X)是多项式环F[X]上的一个不可约多项式，则商环F[X]/<p(X)>是一个域。其中的<p(X)>表示由p(X)生成的理想。举例来说，R[X]/<X2 + 1>是一个域（同构于复数域{\displaystyle \mathbb {C} }）。可以证明，F的所有单扩张都同构于此类形式的域。
- 若V是域F上的一个代數簇，则所有V → F 的有理函数构成一个域，称为V的函数域。
- 若S是一个黎曼曲面，则全体S → C 的亚纯函数构成一个域。
- 由于序数的类不是集合，因此在其上定义的尼姆数不能构成真正的域。但它满足域的所有条件，且其任意封闭子集（如小于{\displaystyle 2^{2^{n}}}的所有自然数构成的子集）都是域。

## 有限體
有限體是一個體有著有限多個元素，其元素個數也跟體的階數相同，按照體的定義，可以知道{\displaystyle \mathbb {F} _{2}}為最小的有限體，因為根據定義，一個體至少包含兩個元素{\displaystyle 1\neq 0}。
通常來說，最簡單的質數階體，就是{\displaystyle \mathbb {Z} /p\mathbb {Z} =\{0,1,...p-1\}}，此處{\displaystyle p}為質數，在這個體上的加法與乘法等同於在整數{\displaystyle \mathbb {\mathbb {Z} } }上的運算，然後除以{\displaystyle p}，取它的餘數。這個運算精確的建構了一個體，通常我們將這個體記作{\displaystyle \mathbb {F} _{p}}。要注意的是{\displaystyle \mathbb {Z} /n\mathbb {Z} =\{0,1,...n-1\}}，當n為合成數時並不是一個有限體，例如在 {\displaystyle \mathbb {Z} /4\mathbb {Z} } 中 {\displaystyle 2\times 2=0} ，因此 {\displaystyle (\{1,2,3\},\times )} 不能形成群。
如果我們將向量空間{\displaystyle {\mathit {V}}=\mathbb {F} _{p}/m^{n}}，則我們將V稱作有限體向量空間，其中{\displaystyle n=\dim {\mathit {V}}}，可知這個向量空間中，有{\displaystyle p^{n}}個元素。
如果我們將有限體放入矩陣，也就是{\displaystyle GL_{n}(\mathbb {F} _{p})}，則此矩陣的元素有{\displaystyle (p^{n}-1)(p^{n}-p)...(p^{n}-p^{n-1})}

## 歷史
歷史上，三個代數中的學科導引到了體的概念:第一個是解多項式方程的問題，第二個是代數數論，第三個則是代數幾何的問題。體的概念始於1770年，由拉格朗日所提出。拉格朗日他觀察到關於三次方程的根x1, x2, x3的置換，在以下的表達
(x1 + ωx2 + ω2x3)3
(其中ω是三次方程的單位根)只產生兩個值。在這方向上，拉格朗日概念上的解釋了由 希皮奧內·德爾·費羅 和 弗朗索瓦·韋達 的經典解法，其解法藉由簡化三次方程關於未知 x 到一個 x3的二次方程。四次方程上也和三次方程一樣有相似的觀察，拉格朗日因此連結的關於體的概念還有群的概念。數學家范德蒙也同樣在1770年有著更全面的延伸。

## 伽羅瓦理論
請參見伽羅瓦理論